# Стефан I Неманя

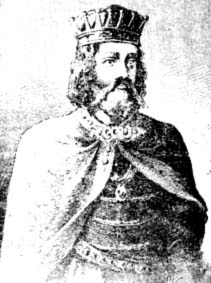
Стефан I Неманя

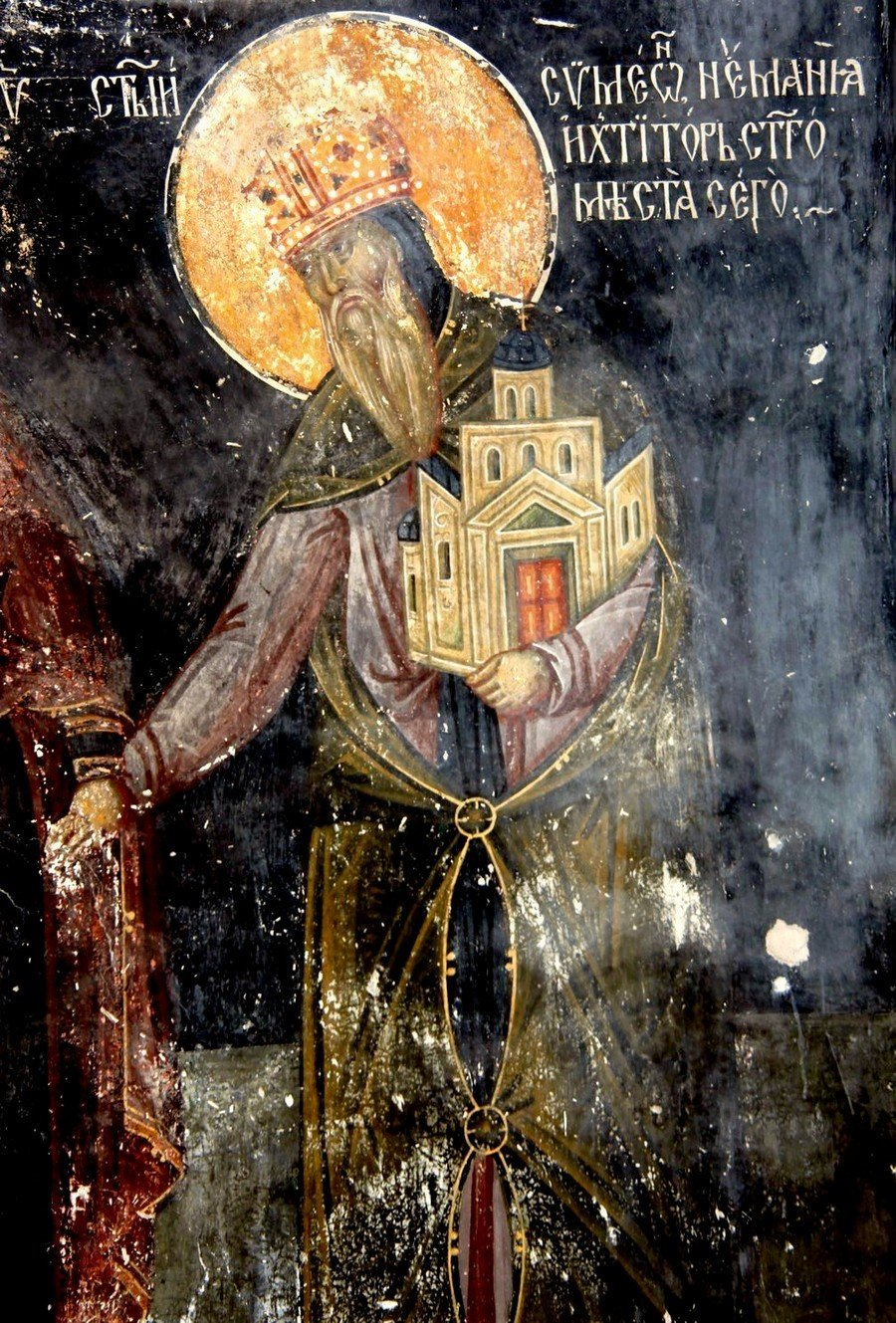
Стефан Неманя, фреска в монастирі Студениця

Стефан I Нема́ня (1113—1199) — великий жупан Рашки (Сербії) з 1166 до 1196 року. Засновник династії Неманичів.

## Життєпис

### Молоді роки
Народився у місті Рибниця в князівстві Зета, поблизу Подгориці в сучасній Чорногорії. Він був сином Завида (Давида), князя Захумля. Після конфлікту з братами — Тихомиром, Стацимиром та Мирославом Стефан Неманя вимушений був вдовольнитися володінням Рибниці.
Після смерті в 1167 році свого батька, Стефан Неманя почав боротьбу з братами й незабаром оволодів князівством Захумлє. Після цього Неманя розпочав боротьбу за пануванням над Рашкою. 1170 року він оволодів усією територією цього князівства, основою майбутньої Сербії.

### Володар Сербії

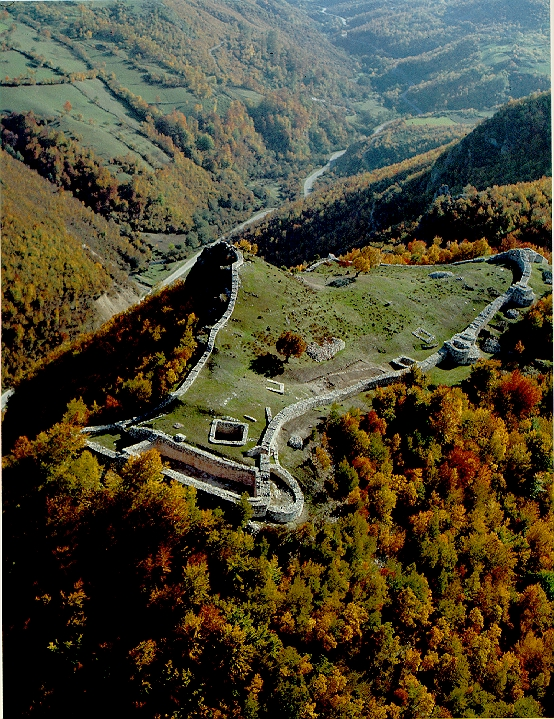
Руїни Старі Рас столиці великого жупана Стефана Неманя.

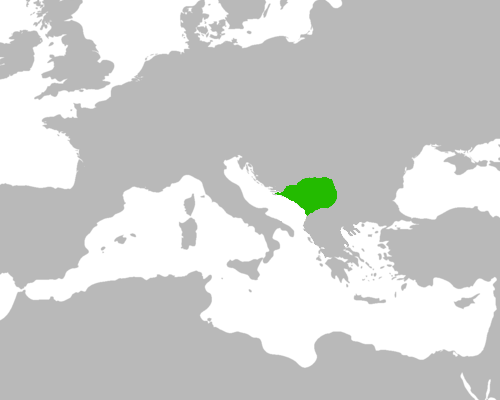
1167-1183
Мапи Сербії при Стефані Неманя
1183-1196

Ставши жупаном Рашки, Стефан Неманя поставив собі за мету стати незалежним від Візантії. Проте зробити це було важко. В цей час імператором був Мануїл I Комнін (1143—1180), який мав значну військову й політичну потугу. Тому Неманя вимушений був йому поступитися й знову визнати себе васалом візантійського імператора. Тільки після смерті Мануїла у 1180 році Стефан Неманя знову розпочав боротьбу з Візантією. В цьому він покладався на допомогу Бели III Арпада, короля Угорщини й Хорватії (1172—1196). Спочатку Неманя захопив королівство Дуклю (Діоклею), яке була на той час під зверхністю Візантійської імперії. Після цього оволодів містами Ульциніум, Антибарі та Котор на Адріатиці. Здобувши ці значні перемоги, Стефан Неманя оголосив себе великим жупаном Рашки. Для зміцнення своїх позицій на Балканському півострові Неманя уклав угоди з Сицилійським королівством, яким володіли нормандці та Рагузькою республікою. Своєю столицею він зробив місто Рас.

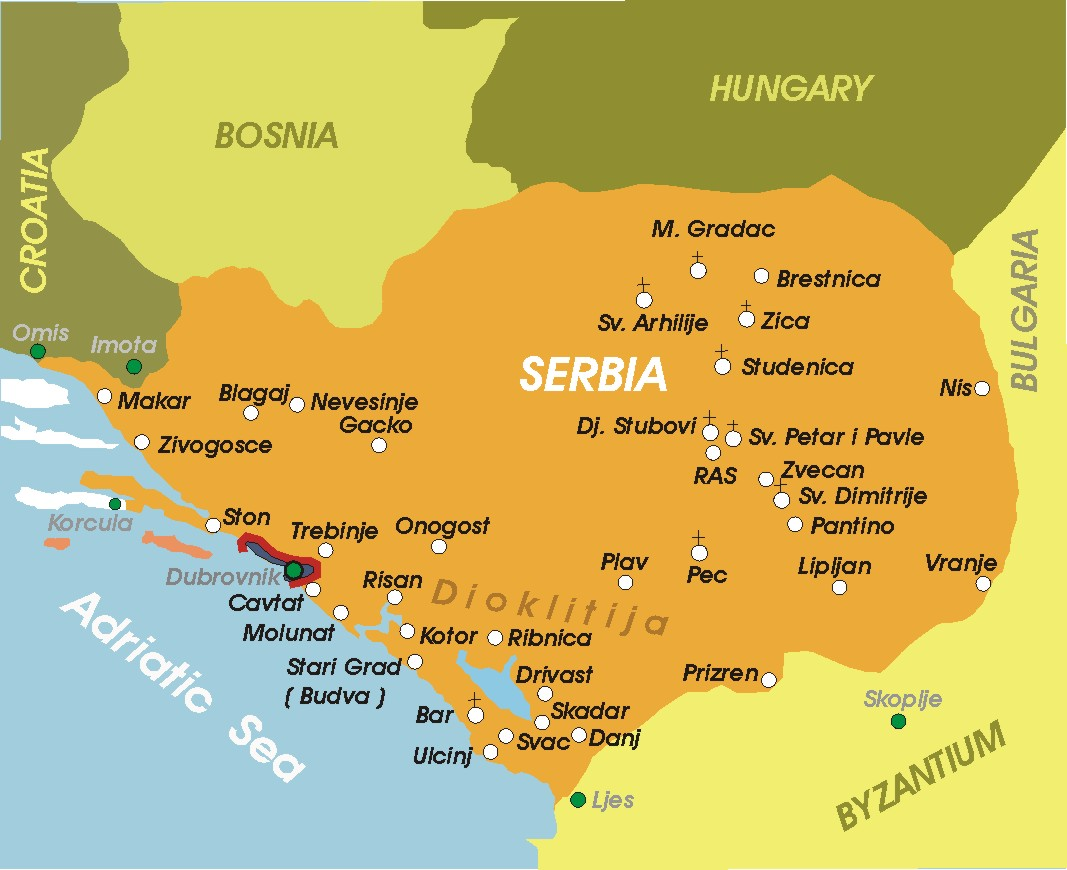
Сербія (Рашка) за часів Стефана I Неманя

1186 року Стефан Неманя уклав військовий й політичний союз з новоутвореним Болгарським царством на чолі із братами Петром і Асенем. Скориставшись тим, що сили Візантії були спрямовані проти болгар, Стефан захопив землі до міста Ниш. Щоб утримати ці володіння Неманя вирішив укласти угоду з Фрідріхом I Гогенштауфеном, імператором Священної Римської імперії, який збирався на той час у Хрестовий похід. Стефан Неманя пропонував свою допомогу імператорові, пропонував захопити Константинополь. Водночас просив Гогенштауфена коронувати себе як короля Греції.
Прибувши на Балкани, Фрідріх I не виправдав сподівань Стефана Немані й уклав союз з Візантією. Сербія залишилася сам на сам з візантійською армією. 1191 року Стефан Неманя зазнав поразки від Візантії на річці Мораві. Внаслідок цього великий жупан поступився візантійському імператору містами Ниш, Белград, Равно, Скоплє, Призрень, Круя, Алессіо. Для поліпшення свого становища Неманя уклав угоду з Ісааком II Ангелом при допомозі Бели III, короля Угорщини. Було влаштовано шлюб між спадкоємцем Немані й небогою імператора Євдокією. Як посаг Сербія повернула собі міста Призрень, Ниш й Равно.
Зрозумівши неможливість на деякий час протидіяти Візантії, Стефан Неманя почав встановлювати політичні зв'язки з папством. Неманя надсилав багаті дари всім храмам на Сході й на Заході: св. Димитрія у Фессалоніках, св. Петра і Павла у Римі, св. Миколая у Барі.
1196 року Стефан Неманя передав титул великого жупана й владу над Рашкою своєму середньому синові Стефану, підпорядкувавши йому старшого сина Вука (Вукана), як жупана провінції Діоклеї. Після цього Стефан Неманя вступив до монастиря Студениця, який сам же заснував. Він прийняв ім'я Симеон. Пізніше, разом з сином Саввою, заснував на горі Афон сербський монастир Хіландарі. Тут Неманя й помер 13 лютого 1199 року.

## Родина
Дружина — Ганна.
Діти:
- Стефан (1167—1228), великий жупан з 1196 до 1202 року, з 1203 до 1217 року, король з 1217 до 1228 року
- Растко (Ростилав) (1171—1236), як Савва, архієпископ Раський
- Вукан (1172—1207) — жупан діоклеї з 1196 до 1202 року, великий жупан з 1202 до 1203 року
- Євфімія (?-1241)